# Aamir Khan Productions
Aamir Khan Productions est une société de production et de distribution de films indienne, basée à Bombay. Fondée en 1999 par le célèbre acteur Aamir Khan, elle a produit sept films, qui ont tous été des succès commerciaux et critiques. B. Shrinivas Rao exerce les fonctions de producteur délégué tandis que Kiran Rao, épouse d'Aamir Khan, est producteur exécutif.

## Historique
Aamir Khan Productions (AKP) est fondé en 1999 par l'acteur de cinéma de Bollywood Aamir Khan afin de produire Lagaan (2001) pour lequel le réalisateur, Ashutosh Gowariker, ne trouve pas de financement. B. Shrinivas Rao en est le producteur exécutif et Aamir Khan y interprète le rôle principal. Le film, récit de la lutte de villageois indiens contre le colonisateur britannique, rencontre un vif succès en Inde et à l'étranger. Il est sélectionné et nommé dans la catégorie du Meilleur film en langue étrangère aux 74e Oscar mais ne remporte pas le titre, cependant il recueille de nombreux prix aux Filmfare Awards 2002 et aux IIFA Awards 2002.
Pour Taare Zameen Par (2007), première réalisation d'Aamir Khan, B. Shrinivas Rao devient producteur délégué et Kiran Rao producteur exécutif. Le film, qui décrit les difficultés scolaires d'un enfant jusqu'à ce qu'un professeur décèle sa dyslexie, représente également l'Inde aux Oscars, mais en vain. En revanche, c'est un immense succès en Inde où il est distingué à de nombreuses reprises, tant aux Filmfare Awards 2008 qu'aux Star Screen Awards.
Puis en 2008, AKP permet à Imran Khan, neveu d'Aamir Khan, de faire des débuts remarqués en produisant Jaane Tu Ya Jaane Na d'Abbas Tyrewala qui obtient les faveurs du public et des critiques.
Peepli Live, comédie satirique d'Anusha Rizvi, aborde le drame du suicide des paysans et la façon dont les médias et les hommes politiques réagissent et instrumentalisent ces drames. Le film est projeté au Festival du film de Sundance, est retenu à la Berlinale et, bien qu'atypique à Bollywood, réussit à trouver un public en Inde.
En 2011, AKP produit deux longs métrages. Tout d'abord Dhobi Ghat, film impressionniste mettant en valeur Mumbai réalisé par la coproductrice et femme d'Aamir Khan, Kiran Rao, puis Delhi Belly d'Abhinay Deo, chronique impertinente de la vie des jeunes Delhiites dans laquelle Imran Khan tient de nouveau l'un des rôles principaux.

## Filmographie
| Année | Film                 |
| ----- | -------------------- |
| 2001  | Lagaan               |
| 2007  | Taare Zameen Par     |
| 2008  | Jaane Tu Ya Jaane Na |
| 2010  | Peepli Live          |
| 2011  | Dhobi Ghat           |
| 2011  | Delhi Belly          |
| 2012  | Talaash              |